# Hammelsberg und Atzbüsch bei Perl
Das Naturschutzgebiet Hammelsberg und Atzbüsch bei Perl liegt auf dem Gebiet der Gemeinde Perl im Landkreis Merzig-Wadern im Saarland. Das 224 ha große, aus vier Teilgebieten bestehende Gebiet, das mit Verordnung vom 9. Mai 2016 unter der Kennung NSG-N-6504-301 unter Naturschutz gestellt wurde, erstreckt sich östlich des Kernortes Perl. Durch den nördlichen Bereich des Gebietes hindurch verläuft die Landesstraße L 170, unweit nordwestlich, nördlich und nordöstlich verläuft die A 8. Westlich fließt die Mosel, am südlichen Rand verläuft die Staatsgrenze zu Frankreich.